# Antonín Novotný
Antonín Novotný (Praga, 10 de diciembre de 1904 – 28 de enero de 1975) fue un político comunista checoslovaco, Primer Secretario del Partido Comunista de Checoslovaquia (1953-1968) y Presidente de la República (1957-1968). Novotný, un ferviente neoestalinista, se vio obligado a ceder las riendas del poder a Alexander Dubček durante el breve movimiento de reforma de 1968.
Los primeros años de su mandato (1950s) se caracterizaron por un enorme crecimiento económico y un enorme aumento de los salarios que haría a Checoslovaquia de las naciones más prósperas y con mejor calidad de vida en todo el Bloque del Este. También se viviría la Nueva Ola Checoslovaca, que sería la época dorada del cine checoslovaco tanto en calidad, narrativa y argumento.
Un fiel estalinista, aunque intentaría hacer reformas liberalizadoras en comparación con su predecesor Klement Gottwald, se seguiría viviendo un periodo de represión y censura en la sociedad checoslovaca que terminaría provocando que perdiese el poder del Partido Comunista de Checoslovaquia y provoca se la Primavera de Praga.

## Biografía

### Primeros años

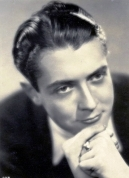
Antonín Novotný en 1935

Antonín Novotný nació en Letňany en el Reino de Bohemia en la zona de Cisleithania perteneciente a Austria-Hungría, ahora parte de Praga, República Checa.  La familia Novotný era de clase trabajadora en origen social y trabajó desde temprana edad como herrero.
Novotný fue miembro fundador del Partido Comunista de Checoslovaquia (KSČ) en su fundación en 1921. Se convirtió en un funcionario profesional del Partido Comunista en 1929. En 1935, Novotný fue seleccionado como delegado al 7º Congreso Mundial de la Comintern. Fue nombrado secretario regional del partido en Praga en 1937 y  nombrado secretario y editor del periódico del PCCh en la Región de Moravia del Sur en 1938.

### Segunda Guerra Mundial
Con la llegada de la Segunda Guerra Mundial y la ocupación de Checoslovaquia por la Alemania nazi en 1939, el  fue ilegalizado y forzado a una existencia clandestina. Novotný fue uno de los líderes del KSČ en  el movimiento clandestino en Praga.  Debido a sus tareas de dirección en la lucha clandestina durante la ocupación nazi de Checoslovaquia, fue detenido en septiembre de 1941 por la Gestapo y encarcelado en el campo de concentración de Mauthausen. Fue liberado por las tropas norteamericanas el 5 de mayo de 1945.

### Líder de Checoslovaquia

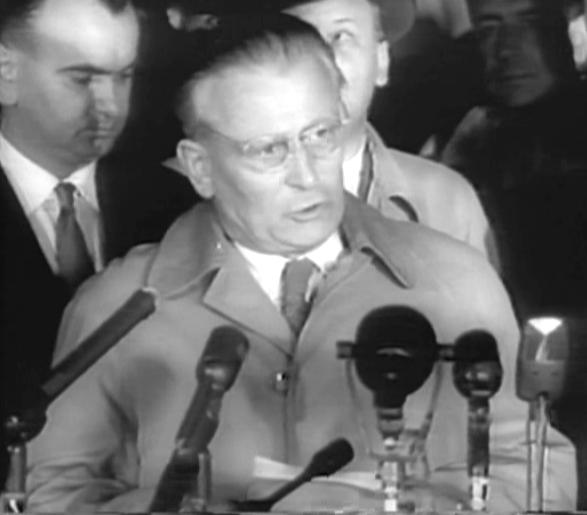
Novotný en una conferencia de las Naciones Unidas en Nueva York de 1960.

Después de la guerra, Novotný regresó a Checoslovaquia y reanudó su actividad en el Partido Comunista de Checoslovaquia. Fue elegido miembro del Comité Central gobernante del KSČ en 1946. Fue ascendido a la Secretaría del Comité Central en septiembre de 1951 y se convirtió en uno de los principales líderes del partido en el Politburó del  KSČ tras el arresto de Rudolf Slánský por presunto "titoísmo" en noviembre de ese mismo año.
Novotný fue designado formalmente vice primer ministro en febrero de 1953. Después de la muerte del líder del partido Klement Gottwald en marzo de 1953, Novotný se convirtió en uno de los principales candidatos en la lucha por la sucesión, y finalmente ganó en septiembre de 1953 cuando fue nombrado primer secretario del partido, convirtiéndolo efectivamente en el líder de Checoslovaquia.
Mientras que el presidente Antonín Zápotocký y el primer ministro Viliam Široký querían una forma de gobernar menos represiva, Novotný, de línea dura, pudo superarlos porque tenía el respaldo de la Unión Soviética. A finales de 1953, en una reunión en Moscú, se les dijo a Zápotocký y Široký que se adhirieran a los principios de "liderazgo colectivo", en otras palabras, abandonar el poder a Novotný.
En la Checoslovaquia de Novotný, la gente seguía enfrentándose a estrictas regulaciones gubernamentales en las artes y los medios, aunque se habían aflojado drásticamente desde la muerte de Stalin en 1953 y los subsiguientes programas de desestalinización de 1956.  nueva forma de socialismo sobre el ritmo insatisfactorio de cambio que incluiría la rendición de cuentas, las elecciones adecuadas y la responsabilidad de los líderes ante la sociedad. Sin embargo, la administración de Novotný permaneció centralizada durante 10 años. Durante estos años, la sociedad evolucionó, vista a través de eventos como el Milagro cinematográfico checoslovaco.  

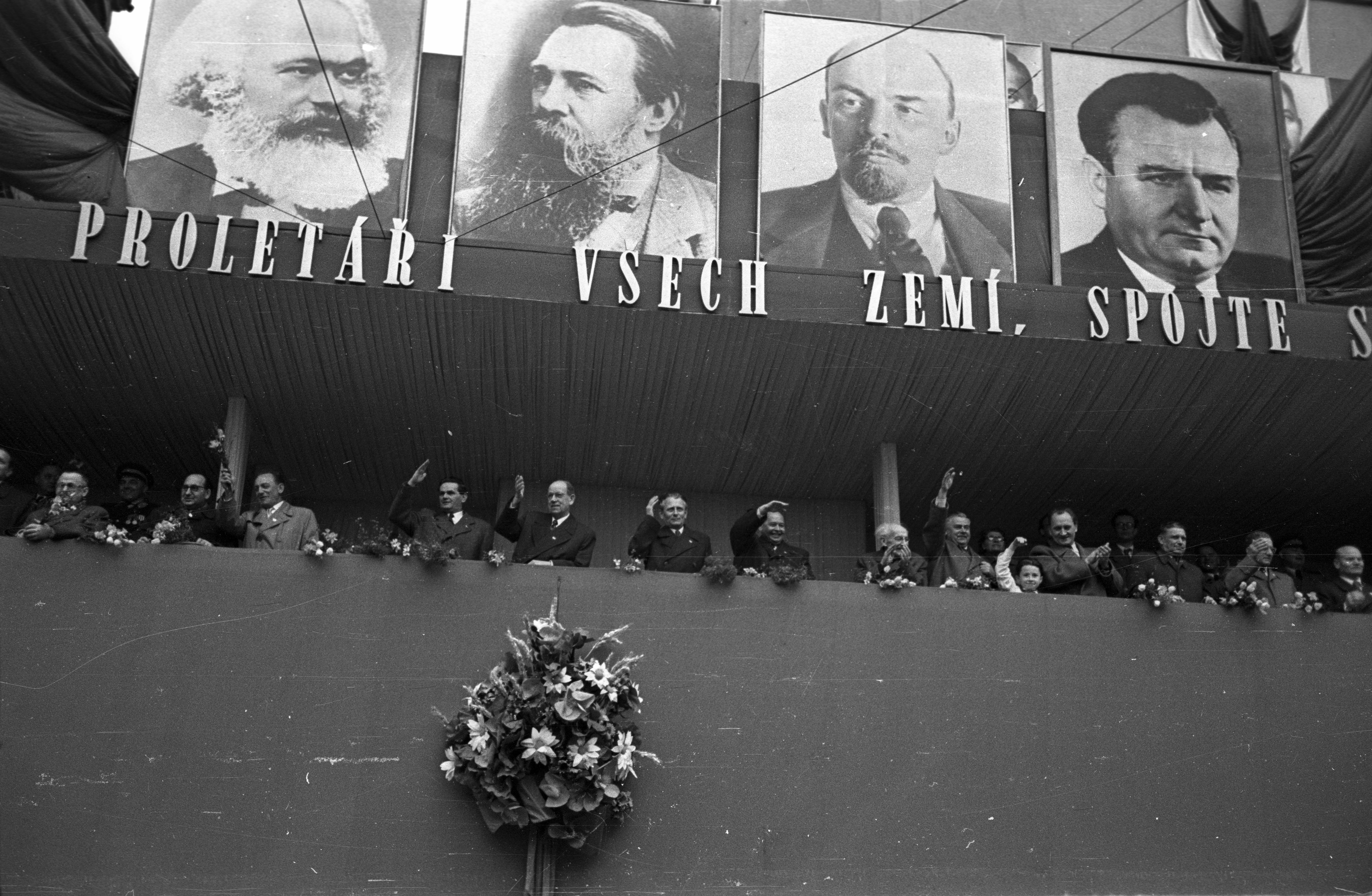
Novotný en un desfile en la Plaza de Wenceslao en 1956

Tras la muerte de Zápotocký en 1957, Novotný fue nombrado presidente de la república, consolidando aún más su control del poder. Tres años más tarde, reemplazó la Constitución del 9 de mayo, superficialmente democrática, con una nueva constitución de 1960 que era un documento totalmente comunista.  La nueva constitución declaró que "el socialismo ha ganado" en Checoslovaquia y declaró al país un estado socialista bajo el liderazgo de la KSČ, codificando así la situación real que había prevalecido desde la toma del poder por los comunistas en 1948.
En la década de 1960, la atención de Novotny se centró en las actividades de los exiliados checos en Europa Occidental que buscaban desacreditar el régimen de su Partido. Un ejemplo de esto fue su sugerencia de secuestrar al periodista exiliado, Josef Josten, de Londres en una caja especialmente hecha. Cuando este esquema resultó impracticable, propuso el asesinato, según lo registrado por el agente de inteligencia desertor, Josef Frolik.

### Primavera de Praga
Pero la creciente impopularidad por el estancamiento económico y la represión de las protestas estudiantiles le hicieron perder el control en 1967. Dimitió como Primer Secretario en 1968 siendo reemplazado por el reformista Alexander Dubček. En marzo de ese año fue cesado como Presidente y en mayo dimitió como miembro del Comité Central del KSČ.

### Últimos años
En 1971, durante el periodo de la normalización que siguió a la invasión soviética de 1968, fue de nuevo elegido miembro del Comité Central, pero su influencia política fue mínima. Falleció en Praga el 28 de enero de 1975.

## Política económica
El Segundo Plan Quinquenal en los años 1956–1960 fue dirigido por Novotný. Durante ese período, la inversión continuó a un ritmo elevado, aunque los salarios reales y la oferta de bienes de consumo también aumentaron sustancialmente, y el ingreso nacional creció un 6,9%. Sin embargo, a fines de la década de 1950, los líderes económicos notaron que los esfuerzos de inversión estaban dando rendimientos decrecientes. Se requerían grandes inversiones para sostener el crecimiento económico. En 1958 y 1959, en respuesta a esta preocupante situación, el gobierno hizo varios ajustes relativamente menores en el funcionamiento de las organizaciones y los precios, la primera de las reformas económicas del país.  Las reformas implicaron cierta descentralización limitada de la autoridad, sobre todo dando a las empresas más autonomía en el manejo de fondos de inversión.  La intención no era alterar en gran medida el modelo económico soviético, sino mejorar su funcionamiento general.  Sin embargo, las reformas no resultaron en mejoras notables en el desempeño económico. Finalmente, en 1962, los planificadores desecharon silenciosamente todo el programa de reforma, volviendo a imponer la mayoría de los controles centrales.
Sobre los resultados del Segundo Plan Quinquenal, la Gran Enciclopedia Soviética afirma:
"Durante el segundo plan quinquenal, la producción industrial aumentó en un 66%, aumentando hasta cuatro veces el nivel anterior a la guerra (1937). El ingreso nacional aumentó en un factor de 2,5 entre 1948 y 1960. El sector socialista ahora poseía el 87,4% de las tierras de cultivo y la organización de los agricultores en cooperativas estaba prácticamente completa. Sin embargo, en términos del crecimiento de la producción, la agricultura quedó rezagada con respecto a la industria. Los éxitos de la construcción socialista elevaron rápidamente el nivel de vida del pueblo.  Una conferencia nacional del Partido Comunista, celebrada del 5 al 7 de julio de 1960, confirmó la victoria de las relaciones de producción socialistas en el país.  Varios días después, el 11 de julio, la Asamblea Nacional adoptó una nueva constitución bajo la cual el país pasó a llamarse República Socialista Checoslovaca (CSSR). La constitución proclamó a la República Socialista de Checoslovaquia un estado socialista basado en una alianza firme, encabezada por la clase obrera, el campesinado, la clase obrera y la intelectualidad."

## Premios y reconocimientos

### Nacionales
- Cruz de Guerra Checoslovaca 1939 (1947)[6]
- Orden de Klement Gottwald, dos veces (10 de diciembre de 1954; 7 de mayo de 1955)[7]

### Internacionales
- Orden de la Reina de Saba (1959).[6]
- Caballero Gran Cruz de la Orden Real de Camboya (1960)[6]
- Estrella de la República de Indonesia, 1ª Clase (1961)[8]
- Orden de la Gran Estrella Yugoslava (26 de septiembre de 1964)[9]
- Gran Cordón de la Orden del Nilo (1966)[6]
- Orden de Pahlavi (1967)[6]